# Палац Лопес
25°16′39″ пд. ш. 57°38′15″ зх. д. / 25.27763611° пд. ш. 57.63756944° зх. д.
Палац Лопес (ісп. Palacio de los López)) — офіційна резиденцієя уряду та президента Парагваю. Спочатку цей палац був будинком президента Карлоса Антоніо Лопеса, а потім його сина Франсіско Солано Лопеса.
Палац розташований на вулиці незалежності біля затоки в центрі Асунсьйона. Палац став об'єктом культурної спадщини Асунсьйона, з нагоди обрання міста культурною столицею Америки в 2009.

## Історія

### Будівництво
У першій половині XIX століття Лазаро Рохас (французького походження) зробив спадкоємцем свого майна, хрещеника Франсіско Солано Лопеса. Після подорожі Європою Франсіско найняв кілька архітекторів, інженерів і техніків, які розробили плани будівництва різних будівель. Однією з символічних робіт, було будівництво приватної резиденції Франсіско Солано Лопеса. Архітектурний план був розроблений архітектором Франциско Віснером, а розпочав будівництво Алонсо Тейлор у 1857 році.
Матеріали для будівництва палацу надходили із різних районів країни. Наприклад, камінь з каменоломень Амбуша та Альтоса, ліси з Німбуку та Ягуарона, цегла з Такумбу, залізо з Ібікуї.
Різні європейські художники були запрошені до Парагваю для прикраси палацу. Англійський інженер Оуен Могніхан розрахував кількість скульптур для створення розкішної надбудови, італієць Андрес Антоніні створив мармурові сходи, що ведуть на другий поверх, французький художник Хуліо Моне розписав стелю квітковими візерунками. У 1867 році, коли почалася війна Потрійного союзу, Палац Лопеса був майже закінчений, лише відсутні деякі деталі обробки. Бронзові статуетки та меблі привезли з Парижа, а в залах палацу прикрасили великими дзеркалами.

## Використання
Через війну Потрійного Альянсу Франсіско Солано Лопес був змушений переїхати зі столиці на поля битв у Німбуку. Він ніколи не жив у своєму палаці. У 1869 році бразильсько-аргентинські війська бомбили палац, внаслідок чого йому було завдано пошкоджень. Пізніше союзні війська пограбували палац. Прикраси, статуетки, дзеркала, шафи та багато інших цінних речей було конфісковано та відвезено до Бразилії. Усі сім років, що Асунсьйон був під окупацією, палац служив штаб-квартирою бразильських збройних сил. Після цих подій палац опинився у занедбаному стані.
Під час президентства Хуана Гуальберто Гонсалеса почалося відновлення палацу. Однак, в 1894 році в результаті перевороту Гонсалес був повалений і не жив у палаці. Його наступник, Маркос Морініго, теж довго не протримався при владі і ніколи не жив у резиденції. Лише у 1894 році президент Хуан Баутіста Егускіса зробив палац Лопес резиденцією уряду. До середини XX століття там мешкала й сім'я президента.
До 1949 року адміністрація президента була на верхньому поверсі будівлі, коли президент республіки Феліпе Молас Лопес, насилу піднявшись сходами, вирішив переїхати до кабінету на першому поверсі. Генерал Альфредо Стресснер управляв країною з цієї будівлі протягом понад 35 років, що правив країною з 1954 по 1989 рік.
В даний час біля палацу проводиться нічне світлове шоу, за допомогою якого палац набуває свого первісного кольору.